# Gran Premi d'Austràlia del 1994
Resultats del Gran Premi d'Austràlia de Fórmula 1 de la temporada 1994 disputat al circuit d'Adelaida el 13 de novembre del 1994.

## Història
A la volta 35 va tenir lloc un dels accidents més polèmics i famosos de la història de la Fórmula 1. L'accident va tenir lloc quan Damon Hill intentava sobrepassar Michael Schumacher i aquest li va barrar el pas, provocant l'accident i l'abandonament de tots dos pilots, amb el que Schumacher aconseguia el títol de campió del món per primera vegada.

## Resultats
| Pos | No | Pilot                  | Equip                 | Voltes | Temps/ Retirada  | Pos. de sortida | Punts |
| --- | -- | ---------------------- | --------------------- | ------ | ---------------- | --------------- | ----- |
| 1   | 2  | Nigel Mansell          | Williams - Renault    | 81     | 1h 47' 51. 4     | 1               | 10    |
| 2   | 28 | Gerhard Berger         | Ferrari               | 81     | + 2.511 s        | 11              | 6     |
| 3   | 8  | Martin Brundle         | McLaren - Peugeot     | 81     | + 52.487 s       | 9               | 4     |
| 4   | 14 | Rubens Barrichello     | Jordan - Hart         | 81     | + 1' 10.530 min. | 5               | 3     |
| 5   | 26 | Olivier Panis          | Ligier - Renault      | 80     | + 1 Volta        | 12              | 2     |
| 6   | 27 | Jean Alesi             | Ferrari               | 80     | + 1 Volta        | 8               | 1     |
| 7   | 30 | Heinz-Harald Frentzen  | Sauber - Mercedes     | 80     | + 1 Volta        | 10              |       |
| 8   | 9  | Christian Fittipaldi   | Footwork - Ford       | 80     | + 1 Volta        | 19              |       |
| 9   | 23 | Pierluigi Martini      | Minardi - Ford        | 79     | + 2 Voltes       | 18              |       |
| 10  | 6  | Jyrki Järvilehto       | Sauber - Mercedes     | 79     | + 2 Voltes       | 17              |       |
| 11  | 25 | Franck Lagorce         | Ligier - Renault      | 79     | + 2 Voltes       | 20              |       |
| 12  | 7  | Mika Häkkinen          | McLaren - Peugeot     | 76     | Accident         | 4               |       |
| Ret | 24 | Michele Alboreto       | Minardi- Ford         | 69     | Suspensions      | 16              |       |
| Ret | 4  | Mark Blundell          | Tyrrell - Yamaha      | 66     | Accident         | 13              |       |
| Ret | 20 | Jean-Denis Deletraz    | Larrousse - Ford      | 56     | Caixa canvi      | 25              |       |
| Ret | 11 | Mika Salo              | Lotus - Mugen - Honda | 49     | Part elèctrica   | 22              |       |
| Ret | 31 | David Brabham          | Simtek - Ford         | 49     | Motor            | 24              |       |
| Ret | 12 | Alessandro Zanardi     | Lotus - Mugen - Honda | 40     | Part mecànica    | 14              |       |
| Ret | 0  | Damon Hill             | Williams - Renault    | 35     | Accident         | 3               |       |
| Ret | 5  | Michael Schumacher     | Benetton - Ford       | 35     | Accident         | 2               |       |
| Ret | 32 | Domenico Schiattarella | Simtek - Ford         | 21     | Caixa canvi      | 26              |       |
| Ret | 3  | Ukyo Katayama          | Tyrrell - Yamaha      | 19     | Accident         | 15              |       |
| Ret | 19 | Hideki Noda            | Larrousse - Ford      | 18     | Pèrdua d'oli     | 23              |       |
| Ret | 10 | Gianni Morbidelli      | Footwork - Ford       | 17     | Pèrdua d'oli     | 21              |       |
| Ret | 15 | Eddie Irvine           | Jordan - Hart         | 15     | Accident         | 6               |       |
| Ret | 12 | Johnny Herbert         | Benetton - Ford       | 13     | Caixa canvi      | 7               |       |
| NVQ | 34 | Bertrand Gachot        | Pacific - Ilmor       |        |                  |                 |       |
| NVQ | 33 | Paul Belmondo          | Pacific - Ilmor       |        |                  |                 |       |

## Altres
- Pole: Nigel Mansell 1' 16. 179
- Volta ràpida: Michael Schumacher 1' 17. 140 (a la volta 29)